# Escudo de Carbonero el Mayor
El escudo de Carbonero el Mayor es el símbolo más importante de Carbonero el Mayor, municipio de la provincia de Segovia, comunidad autónoma de Castilla y León, en España. 

## Descripción
El escudo heráldico que representa al municipio se blasona de la siguiente manera: 

«Escudo partido. Primero de oro con un pino de sus colores, con sus ramas ardiendo, y puesto sobre ondas de azur y plata. Segundo, de gules con un acueducto de planta de dos órdenes, puesto sobre peñas de lo mismo. Timbrado de la Corona Real Española.»
Boletín Oficial de Castilla y León nº 96/1993